# Ach! ich sehe, itzt, da ich zur Hochzeit gehe, BWV 162
Ach!, ich siehe, itzt, da ich zur Hochzeit gehe, BWV 162 (Ah, ja veig, ara que me’n vaig vers les noces), és una cantata religiosa de Johann Sebastian Bach per al vintè diumenge després de la Trinitat, estrenada a Weimar probablement el 25 d'octubre de 1715.

## Origen i context
El llibret és de Salomo Franck, secretari major i poeta oficial de Weimar, la seva ciutat natal, aparegut en el Evangelisches Andachts-Opfer de l'any 1715 i acaba amb la setena estrofa de l'himne Alle Menschen müssen sterben de Johann Rosenmüller (1652). El text fa molta referència a l'evangeli del dia Mateu (22, 1-14), que explica la Paràbola del banquet de noces. Fou interpretada posteriorment a Leipzig el 10 d'octubre de 1723, el primer any d'estada de Bach a la ciutat, moment en què hi afegí la trompeta de tirarsi – una trompeta amb embocadura de trompa – en el primer i darrer números; els altres quatre moviments – dos recitatius, una ària de soprano i un duet– només tenen el continu com a suport musical. Per a aquest diumenge es conserven, a més, les cantates BWV 49, BWV 54 i BWV 180.

## Anàlisi
Obra escrita per a soprano, contralt, tenor, baix i cor; trompeta de tirarsi, corda i baix continu. Consta de sis números.
1. Ària (baix): Ach, ich siehe (Ah, ja ho veig)
2. Recitatiu (tenor): O großes Hochzeitfest (Oh gran festa de noces)
3. Ària (soprano): Jesu, Brunnquell aller Gnaden (Jesús, font de tota gràcia)
4. Recitatiu (contralt): Mein Jesu, lass mich nicht (Jesús meu, no permeteu)
5. Ària (duet de contralt i tenor): In meinem Gott bin ich erfreut! (En el meu Déu he exultat!)
6. Coral: Ach, ich habe schon erblicket (Ach, ich habe schon erblicket)

En el primer número la veu del baix emergeix en mig d'una polifonia imitativa a tres veus, dues parts dels violins i la trompeta duplicada per les violes. El número 2 és un recitatiu secco de tenor sense res a destacar que dona pas a l'ària de soprano, que se suposa que ens ha arribat incompleta i que hi falten dues parts dels instruments, possiblement un oboè da caccia i un violí. El segon recitatiu de contralt tampoc no aporta res de significatiu, precedeix el duet de contralt i tenor, també només amb el continu. L'obra, que dura una mica més d'un quart d'hora, clou amb la melodia del coral indicat composta per Gottfried Walhter.

## Discografia seleccionada
- J.S. Bach: Das Kantatenwerk. Sacred Cantatas Vol. 8. Nikolaus Harnoncourt, Concentus Musicus Wien, Tölzer Knabenchor (Gerard Schmidt-Gaden, director), Tobias Eiwanger (solista del cor), Paul Esswood, Kurt Equiluz, Robert Holl. (Teldec), 1994.
- J.S. Bach: The complete live recordings from the Bach Cantata Pilgrimage. CD 48: Cattedrale di San Lorenzo, Gènova; 4 de novembre de 2000. John Eliot Gardiner, Monteverdi Choir, English Baroque Soloists, Magdalena Kozena, Sara Mingardo, Christoph Genz, Peter Harvey. (Soli Deo Gloria), 2013.
- J.S. Bach: Complete Cantatas Vol. 3. Ton Koopman, Amsterdam Baroque Orchestra & Choir, Barbara Schlick, Elisabeth von Magnus, Paul Agnew, Klaus Mertens. (Challenge Classics), 2005.
- J.S. Bach: Cantatas Vol. 3. Masaaki Suzuki, Bach Collegium Japan, Yumiko Kurisu, Yoshikazu Mera, Makoto Sakurada, Peter Kooij. (BIS), 1996.
- J.S. Bach: Church Cantatas Vol. 49. Helmuth Rilling, Frankfurter Kantorei, Bach-Collegium Stuttgart, Arleen Augér, Alyce Rogers, Kurt Equiluz, Wolfgang Schöne. (Hänssler), 1999.